# Puthukkudiyiruppu (Mullaitivu)
Puthukkudiyiruppu (en tamoul : புதுக்குடியிருப்பு; en singhalais : පුදුකුඩිඉරුප්පු) (prononcé: Puthuk-kudiy-iruppu) est une petite ville dans le district de Mullaitivu, dans la province du Nord du Sri Lanka.
La ville est connu pour avoir accueilli la dernière bataille de la guerre civile du Sri Lanka en 2009. Elle a été détruite pendant les combats entre les troupes gouvernementales et les Tigres tamouls.

## Histoire
Dans les années 1990, il y a eu un afflux massif de personnes du district de Jaffna. Le petit dispensaire gouvernemental de deux quartiers devint l'un des principaux hôpitaux du district de Mullaitivu.

## Géographie
Il y a quatre routes principales qui mènent à Mullaithivu à l'est, Paranthan à l'ouest, Iranaipalai au nord et Oddusuddan au sud.

## Économie
La plupart des villageois sont des agriculteurs, grâce à une proportion importante de poissons.